# Edykt restytucyjny
Edykt restytucyjny – edykt cesarza Ferdynanda II z 6 marca 1629 roku, będący skutkiem zwycięstw katolików z lat 1618−1628 w walkach wojny trzydziestoletniej, nakazujący protestantom zwrot wszystkich dóbr kościelnych przejętych po układzie passawskim  (1552). 
Edykt wykonano tylko w dziedzicznych posiadłościach cesarza. Po pokoju praskim (1635) cesarz zrezygnował z wykonywania go. Następcy Ferdynanda (zm. 1637) potwierdzili wycofanie się z egzekwowania dekretu po pokoju westfalskim (1648).
Gdyby doszło do egzekucji edyktu, w ręce katolików wróciłoby ponad 12 księstw biskupich i ok. 500 klasztorów i innych posiadłości kościelnych, które protestanci zsekularyzowali od 1552 roku. Opierając się na swoim autorytecie jako cesarza, Ferdynand pominął zwyczajową drogę legislacyjną w Sejmie Rzeszy. Dążenie do centralizacji i umocnienia władzy w Niemczech sprowokowały antyhabsburską koalicję państw zewnętrznych do aktywniejszego włączenia się do walk w Rzeszy.